# 姜棟元
姜棟元（1981年1月18日—），韓國男演員，常見錯譯為姜東元。姜棟元與玄彬、孔劉及蘇志燮三個男演員深受韓國民眾歡迎，合稱韓國「四大公共財」。

## 簡歷
2000年7月，在DKNY MEN Fashion Show上以模特兒身分亮相。2007年2月22日，從漢陽大學機械工程學系畢業。2010年11月18日，進入忠清南道論山陸軍訓練所為期四週的基礎軍事訓練。2010年12月17日，赴首爾瑞草區良才洞保健環境研究院報到，以公益勤務要員服替代役，2012年11月12日退伍。
2019年5月，姜棟元的新頻道紀錄他在洛杉磯生活一年的日常，成為他人生的第一個真人騷，並於25日（周六）韓國時間晚上8時公開的第一集命名為《姜棟元&朋友們，Viva L.A Vida》，姜棟元的圈中好友裴正楠等人為一解姜棟元的思鄉病，一同飛到洛杉磯探望他。

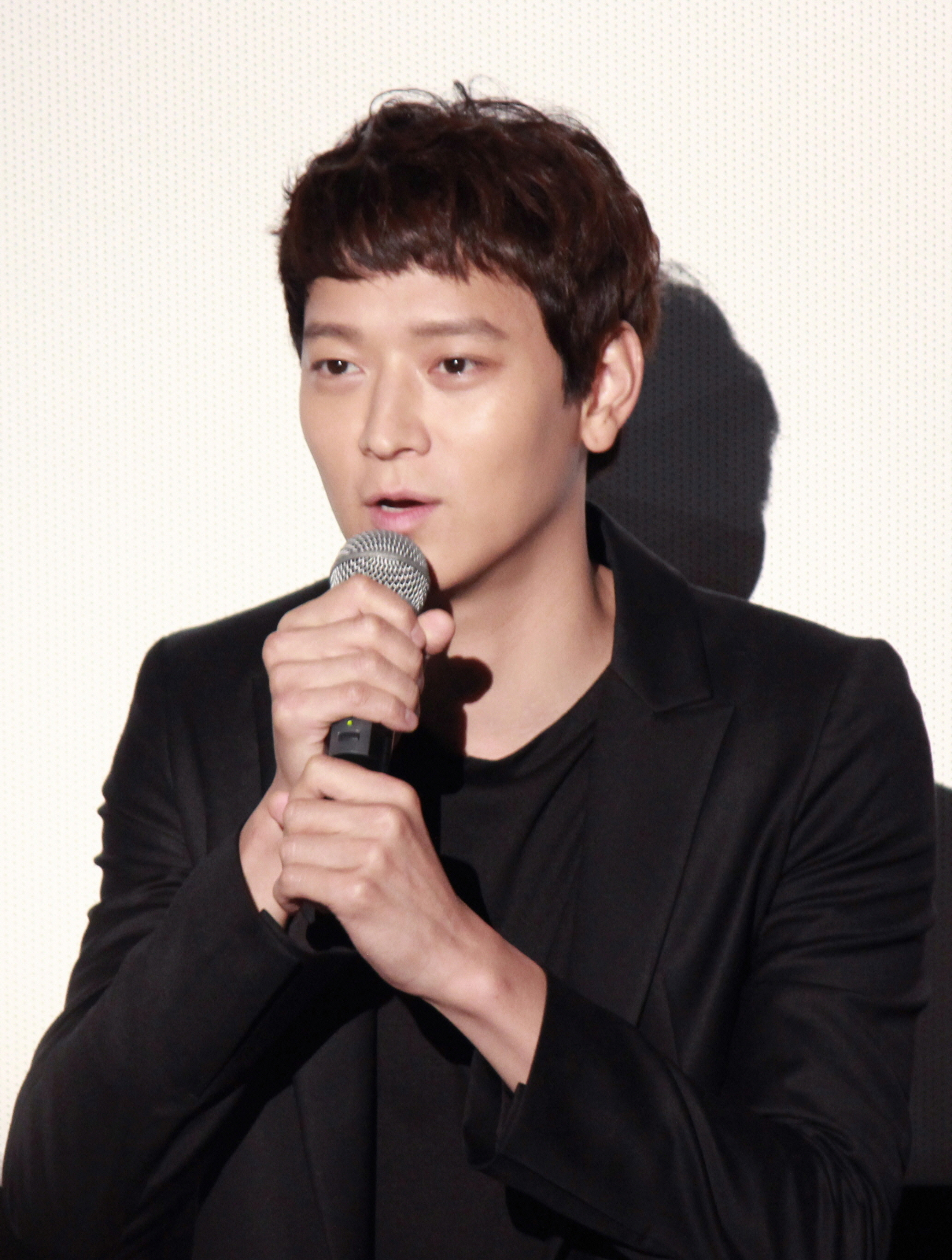
2014年8月2日於釜山《群盜》舞台問候

## 家庭
父親姜哲宇是韓國大企業SPP重工業副社長，由最基層員工做起，從事重工業30多年，姜棟元並非外界所以為的是財閥二世。

## 學歷
- 南陽初等學校（朝鲜语：남양초등학교） 畢業
- 京院中學校（朝鲜语：경원중학교） 畢業
- 居昌高等學校（朝鲜语：거창고등학교） 畢業
- 漢陽大學機械工程學系 學士
- 祥明大學藝術設計學院電影學系 碩士

## 演出作品

### 電影
| 年份 | 作品名稱                                     | 飾演         | 備註               |
| ---- | -------------------------------------------- | ------------ | ------------------ |
| 2004 | 《請不要相信她》                             | 崔熙哲       |                    |
| 2004 | 《狼的誘惑》                                 | 鄭泰成       |                    |
| 2005 | 《刑警 Duelist》                             | 夏草         |                    |
| 2005 | 《朝鮮黑色電影－李明世〈刑警 Duelist〉創作》 | 姜棟元       | 紀錄片             |
| 2006 | 《我們的幸福時光》                           | 鄭允秀       |                    |
| 2007 | 《那傢夥的聲音》原聲追兇                     | 誘拐犯那傢夥 | 聲音出演           |
| 2007 | 《M》                                        | 韓民宇       |                    |
| 2009 | 《田禹治：超時空爭霸》                       | 田禹治       |                    |
| 2010 | 《義兄弟》                                   | 宋志元       |                    |
| 2010 | 《山茶花—Love for Sale》                     | J            | 多段式電影         |
| 2010 | 《超能力者》                                 | 楚仁         |                    |
| 2013 | 《THE X》                                    | X            | 短篇電影           |
| 2014 | 《群盜：民亂的時代》                         | 趙潤         |                    |
| 2014 | 《噗通噗通我的人生》                         | 韓大洙       |                    |
| 2015 | 《黑祭司》                                   | 崔俊浩       |                    |
| 2016 | 《王牌計中計》                               | 韓致元       |                    |
| 2016 | 《模糊的時間》                               | 呂成旻       |                    |
| 2016 | 《偷天對決》                                 | 金載明       |                    |
| 2017 | 《1987：黎明到來的那一天》                   | 李韓烈       | 特別出演           |
| 2018 | 《人狼》                                     | 林仲慶       |                    |
| 2018 | 《宅配男逃亡曲》                             | 金建宇       | 伊坂幸太郎小說改編 |
| 2020 | 《屍速列車：感染半島》                       | 韓政錫       |                    |
| 2022 | 《嬰兒轉運站》                               | 東洙         |                    |
| 2023 | 《千博士驱魔研究所：雪景的秘密》             | 千博士       |                    |
| 2024 | 《超完美暗殺隊》                             | 榮日         |                    |
| 2024 | 《战，乱》                                   | 迁影         |                    |

### 電視劇
| 年份 | 播出頻道 | 作品名稱         | 飾演   | 備註 |
| ---- | -------- | ---------------- | ------ | ---- |
| 2003 | MBC      | 《我的威風女友》 | 閔志勛 |      |
| 2003 | MBC      | 《1%的可能性》   | 李宰仁 |      |
| 2004 | SBS      | 《魔術》         | 車江宰 |      |
| 2025 | Disney+  | 《暴風圈》       | 山浩   |      |

### MV
- 2000年：曹誠模《承諾》
- 2001年：J.ae（朝鲜语：제이 (가수)）《光》
- 2002年：Link《下雨》
- 2004年：SG Wannabe《The Story》
- 2010年：朱亨鎮《分手吧》
- 2016年：朱亨鎮《說出秘密》

## 綜藝節目
- 2019年5月25日-2019年7月20日：Monotube《姜棟元&朋友們，Viva L.A Vida》
- 2022年3月25日-2022年4月22日：Monotube《棟元 木工所》

## 得獎以及提名目錄
| 年份 | 頒獎典禮                           | 部門                         | 作品             | 結果 |
| ---- | ---------------------------------- | ---------------------------- | ---------------- | ---- |
| 2003 | MBC演技大賞                        | 新人男演員獎                 | 1%的可能性       | 獲獎 |
| 2004 | 第40屆百想藝術大賞                 | 電影部門 人氣男演員獎        | 請不要相信她     | 獲獎 |
| 2004 | 第41屆大鐘獎                       | 新人男演員獎                 | 請不要相信她     | 提名 |
| 2004 | 第24屆韓國電影影評協會獎           | 新人男演員獎                 | 狼的誘惑         | 獲獎 |
| 2004 | 第9屆女性觀眾電影獎                | 特別是給人有希望的男性角色獎 | 請不要相信她     | 獲獎 |
| 2004 | 第25屆青龍電影獎                   | 人氣明星獎                   | 狼的誘惑         | 獲獎 |
| 2004 | 第3屆韓國電影大獎                  | 新人男演員獎                 | 狼的誘惑         | 獲獎 |
| 2004 | 第3屆韓國電影大獎                  | 新人男演員獎                 | 請不要相信她     | 提名 |
| 2004 | 第7屆Director's CUT Awards         | 新人男演員獎                 | 請不要相信她     | 獲獎 |
| 2005 | 第3屆CGV影院觀眾選出的本年度電影獎 | 新人男演員獎                 | 狼的誘惑         | 獲獎 |
| 2005 | 第28屆黃金攝影獎                   | 新人男演員獎                 | 狼的誘惑         | 獲獎 |
| 2005 | 第41屆百想藝術大賞                 | 電視部門 人氣男演員獎        | 魔術             | 獲獎 |
| 2005 | 第26屆青龍電影獎                   | 人氣明星獎                   | 刑事             | 獲獎 |
| 2007 | 第43屆百想藝術大賞                 | 電影部門 男子最優秀演技獎    | 我們的幸福時光   | 提名 |
| 2010 | 第46屆百想藝術大賞                 | 電影部門 男子最優秀演技獎    | 義兄弟           | 提名 |
| 2010 | 第19屆釜日映畵賞                   | 最佳男演員獎                 | 義兄弟           | 提名 |
| 2010 | 第47屆大鐘獎                       | 最佳男演員獎                 | 義兄弟           | 提名 |
| 2010 | 第30屆韓國電影影評協會獎           | 最佳男演員獎                 | 義兄弟           | 獲獎 |
| 2010 | 第31屆青龍電影獎                   | 最佳男演員獎                 | 義兄弟           | 提名 |
| 2014 | 第51屆大鐘獎                       | 最佳男演員獎                 | 群盜：民亂的時代 | 提名 |
| 2015 | 第52屆大鐘奬                       | 人氣男演員                   | 不適用           | 提名 |
| 2017 | 第16屆紐約亞洲電影節               | 亞洲之星獎                   | 不適用           | 獲獎 |

## 寫真書
- 2006年：Channel DW（DVD+寫真冊）日本原裝